# Олександр Кіпніс
Александр Кіпніс (нар. 13 лютого 1891, Бердичів — 14 травня 1978, Уестпорт, США) — американський оперний та концертний співак - бас, українського походження.
Після еміграції до США співак 1931 року набув громадянство цієї країни внаслідок одруження (ще 1925 року) з американкою. Кіпніс співав у Чиказькій опері, перш ніж здійснити свій запізнілий дебют у Метрополітен-опера в Нью-Йорку в 1940 році.

## Раннє життя
Олександр Кіпніс народився в Житомирі, центрі Волинської губернії, Російської Імперії. Сім'я складалася з семи чоловік, тому бідувала. Вони жили в єврейському гетто. Після того, як батько рано помер, коли хлопцю було лише 12 років, він допомагав утримувати родину. Працював у теслярській майстерні і співав сопрано у синагогальних хорах та в Бессарабії (нині Молдова), поки його голос не змінився. Будучи підлітком, брав участь у єврейській театральній групі.
19-річний Олександр вступає до Варшавської консерваторії, адже консерваторії не вимагають шкільний атестат. Там він займався на тромбоні і контрабасі. Одночасно Олександр продовжував співати в синагогах. За рекомендацією хормейстера він переїхав до Берліна, де навчався співу в Ернста Гренцебаха, який був також учителем Лауріца Мельхіора, Мети Сайнемейр та Макса Лоренца. У той же час, він співав другим басом у Монті в театрі оперети. [джерело?]
З початком Першої світової війни О. Кіпніс був інтернований як іноземець до німецького табору. Спів юнака почув армійський капітан, чий брат був художнім керівником Вісбаденської опери. Так Кіпніс був звільнений з-під варти і запрошений до Гамбурзької опери. Його оперний дебют відбувся у 1915 році у невеликий ролі у опереті Йоганна Штрауса «Кажан».
У 1917 році він переїхав до Вісбадена, де, виступивши більш ніж 300 разів, набув безцінного досвіду. У 1922 році Олександра було запрошено до Берлінської державної Опери.

## Міжнародна кар'єра
Наступного року Кіпніса було вперше запрошено до Сполучених Штатів, де він брав участь у фестивалі на честь Р. Вагнера. Між 1923 та 1932 роками співак виконував провідні басові партії на сцені Чиказької міської опери.
В 1927 році Кіпніс уперше брав участь у Вагнерівському фестивалі у Байройті фестивалі (Гурнеманц в опері «Парсифаль») і записав сцену «Страсної п'ятниці» з цієї ж опери під орудою сина композитора — Зігфріда.
1933 року співак записав платівку з творами Ріхарда Штрауса. Щороку брав участь у Зальцбурзькому фестивалі.
О. Кіпніс уклав у цей час контракт з Берлінською оперою, де він залишався до 1935 року, коли був змушений розірвати свій контракт і виїхати з нацистської Німеччини. Протягом трьох сезонів (1936—1938) Кіпніс як гастролер співає у Віденській державній опері.
Відразу ж після Аншлюсу він залишив Європу і оселився назавжди в США. До того часу він 1940 року нарешті уклав контракт, за яким виступав у більшості світових оперних театрів. Крім європейських і американських театрів, він з успіхом гастролював у Сполученому Королівстві — головному місці для співаків: Королівський Оперний театр, Ковент-Гарден, (в 1927 і 1929—1935 рр.), а також у театрі Колон в Буенос-Айресі (1926—1936 роки).
А.Кіпніса у міжвоєнні роки називали найкращим співаком світу, що мав бас. Його хвалили за красу м'якого голосу, що досконало користувався музикальністю. Як і личить його статусу, А.Кіпнісу було запропоновано виступити з кращими тогочасними диригентами: Ернестом Ансерме, Джоном Барбіроллі, Томасом Бічем, Лео Блехом, Фріцем Бушем, Альбертом Коутсем, Карлом Елбмендорфом, Вільгельмом Фуртвенглером, Робертом Хегером, Гербертом фон Караяном, Йозефом Крипсом, Еріхом Кляйбером, Отто Клемперером, Хансом Кнаппертсбушем, Сергієм Кусевицьким, Еріхом Ляйнсдорфом, Віллемом Менгельбергом, Дімітрісом Мітропулосом, П'єром Монте, Карлом Муком, Артуром Нікішом, Юджином Орманді, Гансом Пфицнером, Фріцем Рейнером, Артуром Родзінські, Гансом Росабудом, Германом Шерхеном, Ріхардом Штраусом, Джорджем Селлом, Артуро Тосканіні, Бруно Вальтером та Феліксом Вейнгартнером.
У Александра Кіпніса протягом 1940-х років з'явилися ознаки вокального погіршення. Але він про це довідався лише у 1946 році. Свій останній концерт А. Кіпніс здійснив у 1951 році.
З моменту свого дебюту в 1915 році, Кіпніс виконаа не менше 108 оперних партій, інколи більш ніж однією мовою (німецька та: англійська - Чарівна флейта (Зарастро), італійська — опери Верді (Філіпп, Фіеско, Прочида та ін.)), і його виступи в опері, ораторії налічувалося понад 1600.
Співак помер у Уестпорті, штат Коннектикут в 1978 році у 87-річному віці.

## Критичні оцінки
Серед найвідоміших ролей А.Кіпніса були басові партії в операх Моцарта і Вагнера, а також головні ролі з Бориса Годунова Мусоргського, та Рокко в «Фіделіо» Бетховена.
У Німеччині також відомий як виконавець партій у операх Верді. Кіпніс є всесвітньо признаним видатним інтерпретатором камерних творів російських та німецьких композиторів (Lieder).
Протягом 1920-х і 1930-х років, головними басовими суперниками О. Кіпніса були яскраві італійці Назарено де Анджеліс, Еціо Пінца та Танкреді Пазеро, що виступали у Вердіївських операх, а також норвежець Івар Андресен, що виступав з Вагнерівським репертуаром. Його записи романсів Брамса, Вольфа і Шуберта, особливо починаючи з 1920-х і 1930-х років, високо цінуються й сьогодні. 

## Родина
У 1925 році А.Кіпніс одружився з Мілдред Елеонор Леві. Її батько, Хейнот Леві був відомим піаністом і композитор, емігрував з рідної Польщі в Чикаго.
Їхній син Ігор Кіпніс (1930—2002) був знаменитим клавесиністом.
Онук співака — Джеремі Кіпніс (нар. 1965), став відомий американським фотографом, продюсером, режисером. Нещодавно він створив Кіпніс Студія Стандарт — ХХІ століття, яка займається кіно-дизайном, проводить кінозйомки та звукові стандарти.

## Записи
CD-перевидань його записаних творів включають в себе:
- The Best of Alexander Kipnis — arias and songs by Wagner, Mozart, Verdi, Gounod, Brahms, Meyerbeer, Wolf and Halevy in recordings selected by his son, Igor Kipnis, and issued by Pearl (Pavilion Records Ltd.), GEMM CD 9451.
- «Alexander Kipnis, Mussorgsky, Boris Godunov» contains excerpts from Boris recorded in 1945 by RCA and a selection of Russian arias and songs. album 60522-2-RG
- Austria's Preiser Records issued several well-filled CD recitals devoted to Kipnis.
- German TIM AG, Die Zauberflöte, 2 CD's. Kipnis as Sarastro, Vienna Phiharmonic (conducted by Toscanini) 1937 Order No. 205179 EAN 4011222051790